# Montenegrinische Basketballnationalmannschaft der Damen
Die montenegrinische Basketballnationalmannschaft der Damen vertritt Montenegro im internationalen Basketball und wird vom offiziellen Basketball-Verband Košarkaški Savez Crne Gore organisiert.
Nach der Unabhängigkeit des Landes 2006, wurde die Auswahl Mitglied der FIBA. Die erste Teilnahme an einem großen internationalen Turnier war bei der Europameisterschaft 2011. Dort konnte sie mit dem 6. Platz auch den bisher größten Erfolg verbuchen. Seit der ersten Teilnahme hat die Mannschaft ununterbrochen und insgesamt acht Mal an einer Europameisterschaft teilgenommen.

## Abschneiden bei internationalen Wettbewerben

### Olympische Spiele
| - keine Teilnahme |

### Weltmeisterschaften
| - keine Teilnahme |

### Europameisterschaften
| - 2011 – 06. Platz - 2013 – 10. Platz - 2015 – 07. Platz - 2017 – 16. Platz | - 2019 – 12. Platz - 2021 – 12. Platz - 2023 – 08. Platz - 2025 – 15. Platz |

## Kader
Eine Übersicht des aktuellen Kaders – der Basketball-Europameisterschaft der Damen 2025 – findet sich beispielsweise auf der englischsprachigen Fassung dieses Artikels.